# Lewan Arabuli
Lewan Arabuli (gruz. ლევან არაბული ;ur. 29 marca 1992) – gruziński zapaśnik startujący w stylu klasycznym. Zajął siódme miejsce na mistrzostwach świata w 2017. 
Mistrz Europy w 2020 i brązowy medalista w 2017. Wicemistrz Europy juniorów w 2012 roku.